# Blackberry World
Blackberry World (Eigenschreibweise BlackBerry World) war ein App Store für das Smartphone-Betriebssystem Blackberry OS sowie Blackberry 10 und Blackberry PlayBook OS von Blackberry. Bis 2013 lautete die Bezeichnung noch Blackberry App World, anschließend wurden auch Musik und Videos angeboten. Im Mai 2013 waren etwa 120.000 Apps verfügbar, davon circa 75 % kostenpflichtig. Der Dienst wurde mittlerweile von Blackberry eingestellt.

## Funktionsweise
Zum Download musste man ein Benutzerkonto (Blackberry ID) registrieren. Bezahlt werden konnte über PayPal, Kreditkarte und über die Telefonrechnung. Im Gegensatz zu anderen Smartphone-Ökosystemen ist es möglich, Apps auch außerhalb des Stores zu beziehen. Erst mit der neusten Version 3.1 ist es möglich, auf den Store über WLAN zuzugreifen. Neu war eine Funktion, mit der man eine App kaufen und dann an Freunde verschenken kann.

## Wachstum
Der Store wurde am 21. Oktober 2008 auf der Blackberry Entwickler-Konferenz angekündigt und ging am 1. April 2009 online.
In seiner Keynote auf der Entwicklerkonferenz DevCon Europe am 7. Februar 2012 gab der damalige Blackberry-CEO Thorsten Heins folgende Zahlen bekannt:
- 2 Milliarden Downloads bis Januar 2012
- Bezahlung in 26 Währungen
- seit Mai 2013 120.000 Apps verfügbar
- 6 Millionen Downloads täglich im Durchschnitt
- vertreten auf 164 Märkten
- Kauf über Telefonrechnung bei 40 Mobilfunkprovidern

Etwa 20 % der verfügbaren Apps sind portierte Android-Programme, die in einem Emulator laufen.

## Angebotene Programme
| Datum              | Downloads pro Tag | Downloads insgesamt | Verfügbare Apps |
| ------------------ | ----------------- | ------------------- | --------------- |
| 30. Juli 2010      | 1.000.000         |                     | 10.438          |
| 27. September 2010 | 1.500.000         |                     |                 |
| 14. Februar 2011   | 2.000.000         |                     | 26.179          |
| 22. März 2011      | 3.000.000         |                     |                 |
| 12. Juli 2011      | 3.000.000         | 1.000.000.000       | 36.781          |
| 7. Februar 2012    | 6.000.000         | 2.000.000.000       | 67.310          |
| 8. Juli 2012       | 6.000.000+        | 3.000.000.000       | 77.501          |
| 31. März 2013      | 6.000.000+        | 4.000.000.000       | 135.000         |
| 23. April 2014     |                   |                     | 234.500         |

## Kritik
In 2013 wurde kritisiert, dass von den zu dieser Zeit verfügbaren rund 120.000 Apps mehr als 47.000 (39 %) von einem einzigen Unternehmen mit Sitz in Hongkong stammten, meist mit nur eingeschränktem Nutzen, mitunter auch ohne Nutzen. Dieser App-Spam versperre manchmal den Blick auf die wirklich guten Apps.